# Västergötlands runinskrifter 87
Vg 87 är en vikingatida (ca 1100) gravhäll i Gudhems kyrka, Gudhems socken och Falköpings kommun.
Fragment av runristad gravhäll Vg 87 är i planform, i sandsten, nu 0,5 m lång, 0,75 m bred och 0,05 m tjock. Runhöjd är 8 cm. Korsdekorerad. Fragmentet är monterat på södra vapenhusväggen i ett montage på spånskiva av förekomna delar av hällen.

## Inskriften
Translitterering av runraden:
[au]liʀ · a[uk · þurk]ls · lakþ[u · stin : efr ·] tusta [· faþur] ...
Normalisering till runsvenska:
Alveʀ(?)/Ølveʀ(?) ok Þorgils lagðu stæin yfiʀ Tosta, faður ...
Översättning till nusvenska:
Ölver och Torgils lade stenen över Toste, (sin) fader.